# Jeu de paume (balsport)
Het jeu de paume is een balspel dat is ontstaan in de 12e eeuw in het Noord-Franse Picardië op de binnenplaats van kloosters. De bal werd met de handpalm geslagen. Het spel breidde zich uit over heel West-Europa en er ontstonden regionale varianten op het spel. Rond 1500 begonnen intensieve beoefenaars hun hand te beschermen met een handschoen of de bal met een slaghout of racket te slaan. In Engeland werd het jeu de paume tennis genoemd. Na de opkomst van het lawn tennis werd de term real tennis gebruikt als onderscheid van het lawn tennis.

## Het begin
Op de binnenplaats van een klooster gooide de ene speler de bal via het schuin aflopende dak van de kloostergang naar de andere speler, die hem teruggooide of terugsloeg. De opgooier probeerde vervolgens de bal zo door de opening van de galerij achter zijn tegenspeler te slaan dat die hem niet meer kon raken. Het spel werd ook wel kaatsen genoemd. In Engeland noemde men het spel omstreeks 1400 tennis.
Omdat monniken meer tijd spendeerden aan het spel dan aan hun eigenlijke werk, werd het in de loop van de 13e eeuw in kloosters verboden, maar in de adellijke kastelen en hoven werd het volop gespeeld en daar werden weddenschappen afgesloten en er werd om geld gespeeld. In straten en op pleinen waar een schuin dak of luifel aanwezig was, kon het worden gepeeld door het gewone volk. In Parijs werd in 1397 het spelen op werkdagen verboden omdat vele vaklieden en arbeiders verslaafd waren aan het spel en hun werk en gezin verwaarloosden. In de 14e en 15e eeuw werd het spel zo populair dat het hier en daar wegens overlast helemaal werd verboden of verbannen naar de velden buiten de stadsmuren. Omdat men daar de ruimte had ontstond er het jeu de longue paume en het spel in de beperkte, soms overdekte ruimte binnen de muren van kastelen en paleizen noemde men het jeu de courte paume.
Rond 1500 werd het spel gespeeld met de blote hand, met een gehandschoende hand, met een massieve houten bat en met een racket. In Frankrijk bleef het jeu de paume heten, in Engeland werd het tennis, in Italië giuoco della palla, in Spanje juego de palma en in de Nederlanden kaatsen.

Het jeu de paume zou naar Engeland zijn gebracht door hertog Karel van Orléans die in 1415 in de slag bij Azincourt door de Engelsen gevangen was genomen. Tijdens zijn langdurige gevangenschap speelde hij het spel dagelijks.

In 1527 werd in Frankrijk het verdienen van geld met kaatsen formeel gelijkgesteld met loon uit arbeid, omdat in de praktijk diverse kaatsers al een beroep hadden gemaakt van hun sport. Rond 1600 werd het aantal jeu de paume-banen in Parijs geschat op 250 en het aantal beroepskaatsers op 7000.

## Het oude spel
Bij een wedstrijd begint een van de twee spelers met de opslag, de andere staat klaar om de bal terug te slaan. (Het spel werd ook gespeeld met 2 of meer spelers per team.) Een belangrijk element in het jeu de paume vormen de onbesliste slagen. Als na een slagenwisseling de bal ergens in het veld voor de tweede keer stuit, wordt die plek als kaats (chasse) gemarkeerd. Als er twee kaatsen zijn gemaakt wisselen de spelers van plaats. De eerdere opslager mag dan proberen de bal verder terug te slaan dan de gemarkeerde kaatsen. Het winnen van een slag of een kaats levert vijftien punten op, een spel (jeu, game) wordt gewonnen door de speler die het eerst zestig punten heeft. Het aantal spellen in een set varieerde in de loop van de tijd, evenals het aantal sets dat nodig was om een wedstrijd te winnen.

### Jeu de longue paume

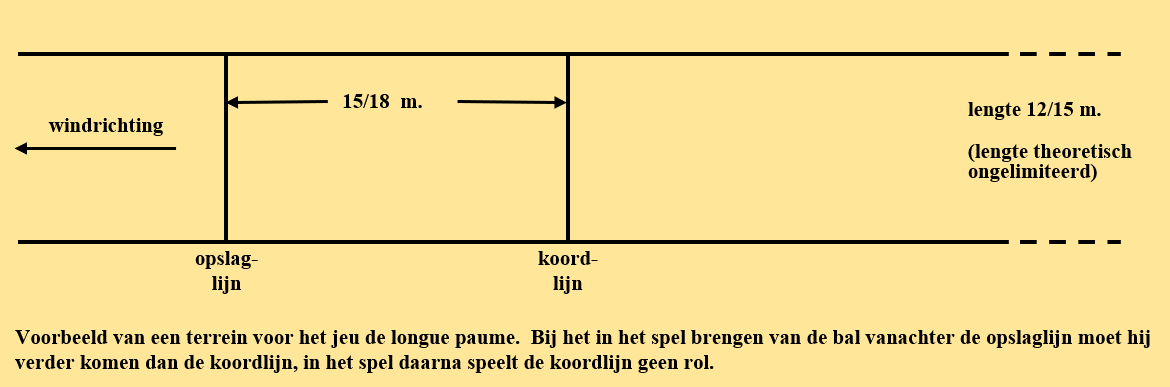
schets van de plattegrond voor een jeu de longue paumel

Bij het jeu de longue paume – dat door het gewone volk in de open lucht werd gespeeld – ontwikkelden zich twee varianten.
Een partie-terrée wordt gespeeld door twee teams van zes spelers, waarbij punten alleen kunnen worden verdiend door een kaats (chasse) te winnen. Het team dat het eerst zeven spellen heeft, wint de partij.
Een partie-enlevée wordt gespeeld door twee teams van vier spelers, waarbij er zes meter achter de opslaglijn een achterlijn ligt. Er kunnen niet alleen door het winnen van kaatsen punten worden behaald, maar ook door de bal over die achterlijn te slaan.
Het team dat het eerst vijf spellen heeft, wint de partij. Als een partie-enlevée als enkel- of dubbelspel wordt gespeeld, ligt er aan beide kanten van het veld een achterlijn en in het midden is er een neutrale zone.
In 1921 is de Fédération Française de Longue Paume opgericht met een hoofdkantoor in Amiens. Het spel wordt voornamelijk nog gespeeld in de Oise, in Picardië en in Parijs in de Jardin du Luxembourg. Er zijn nog zo’n 2500 spelers verdeeld over 41 verenigingen.

### Jeu de court paume
Voor het jeu de court paume ontstonden in de 16e eeuw twee soorten overdekte rechthoekige banen: de jeu à dedans en de jeu quarré.

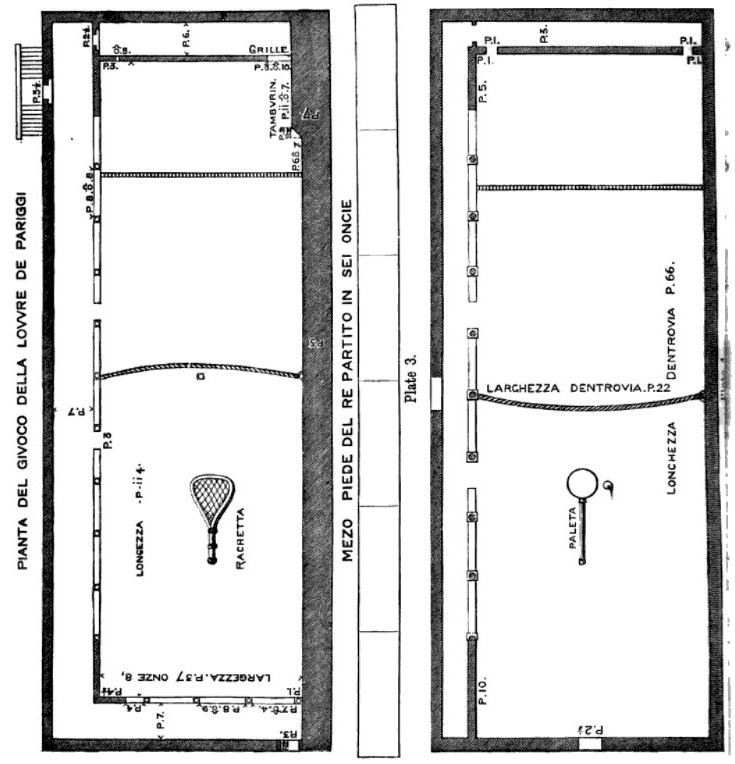
Jeu de court paume, links Jeu à dedans baan, rechts jeu quarré baan

Bij de jeu dedans-baan waren beide korte muren en één lange muur voorzien van een schuin aflopend dak (afdak). Aan de lange muur was onder het afdak een reeks galerijen gemaakt, van waaruit toeschouwers het spel konden volgen. Bij de korte muur aan de opslagkant was onder het afdak een wand met een brede opening gemaakt, de eigenlijke dedans. Een bal die daarin werd geslagen leverde direct 15 punten op. Aan de tegenover liggende korte muur, de ontvangkant, was direct onder het afdak een wand gemaakt met een kleine vierkante opening, de grille. Een bal daarin leverde direct 15 punten op. Aan de lange muur zonder afdak was bij de grille een vrij brede steunbeer gemaakt met schuine zijkant, de zogenoemde tambour, waarop een bal een onverwacht effect kon krijgen.
Bij de jeu quarré-baan ontbrak de tambour en had de muur aan de opslagkant geen afdak en geen dedans. In plaats van de dedans waren in de muur aan de servicekant een rond en een vierkant gat gemaakt, waarop gemikt kon worden om direct punten te scoren.
Op beide banen werden de speelvakken gescheiden door een touw, dat al snel uitgroeide tot een net dat aan de bovenkant niet helemaal strak werd getrokken.

### Afname belangstelling
Aan het eind van de 17e eeuw begon de belangstelling voor jeu de paume terug te lopen en dat zette in de 18e eeuw door. In Nederland waren omstreeks 1750 de meeste kaatsbanen in steden gesloopt, maar bij herbergen buiten de steden kon men nog wel terecht. Ook in Frankrijk was de adel uitgekeken op de vroegere ‘koningssport’. Lodewijk XIV had al in 1630 de jeu de paume baan in het kasteel van Versailles laten afbreken, hoewel hij in 1686 nog een vrijstaande kaatsbaan liet bouwen. Deze zou vanaf 1789 algemeen bekend worden door de Eed in de kaatsbaan, wat het begin inluidde van de Franse Revolutie.
In de 19e eeuw kreeg het jeu de paume concurrentie van het lawn tennis. De Britse majoor Walter Wingfield was een van degenen die in de late jaren 1860 experimenteerde met een tennisvariant op gras. Vanaf 1874 begon hij het actief te propageren en het werd een succes. Bovendien bleek het ook het jeu de paume (tennis in Engeland) een nieuwe impuls te geven. Een beperkte maar groeiende groep Engelsen wilde The Ancient Game blijven beoefenen. Men zag met leedwezen dat de term tennis steeds vaker werd gebruikt voor het lawn tennis en introduceerde voor hun spel de naam real tennis. Aan het eind van de 19e eeuw werden in Engeland twintig nieuwe real-tennis-banen gebouwd.

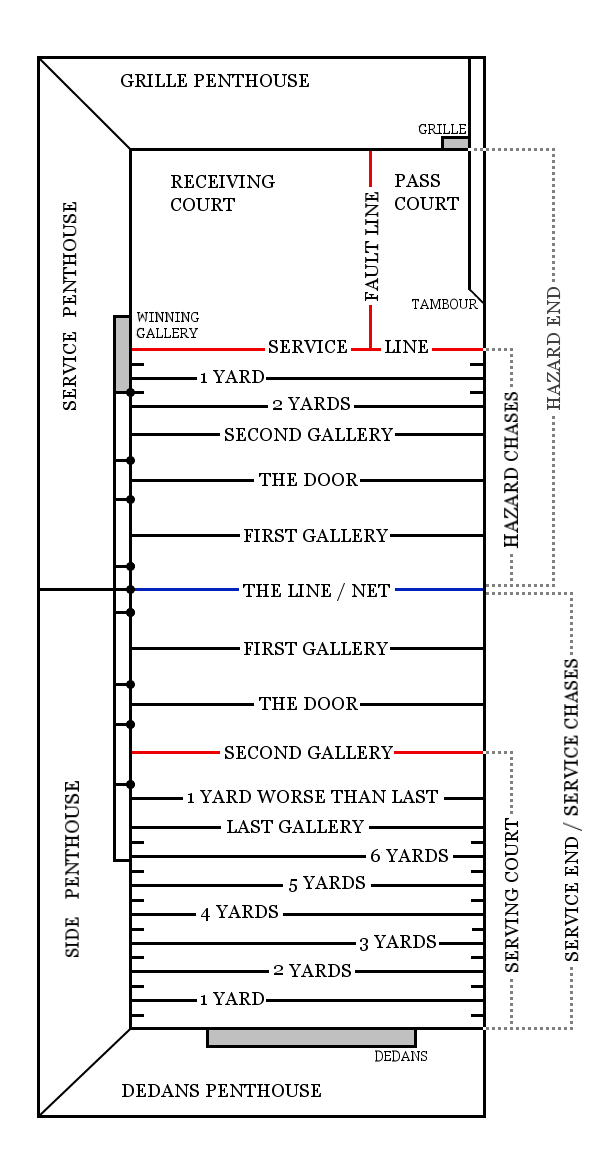
Inrichting van een real tennis zaal. Direct winnende openingen zijn grijs gemarkeerd.
[https://www.irtpa.com/the-real-tennis-court/ zie ook 3-dimensionale afbeelding

## Het moderne jeu de paume
Het principe van de jeu dedans-baan werd algemeen gebruikelijk en verder verfijnd in het Franse jeu de paume en het Engelse real tennis. (Zie afbeelding met inrichting real tennis zaal.)

De afmetingen van de baan (ongeveer 30x10 meter) werden niet gestandaardiseerd maar de onderlinge verschillen zijn klein.

De grille, de tambour en de dedans werden gehandhaafd en toegevoegd werd de winnende galerij. Een bal die daarin werd geslagen leverde meteen 15 punten op, net als bij de grill en de dedans.

Op de vloer werden diverse lijnen getrokken waardoor het vaststellen of een kaats wel of niet was gewonnen nauwkeuriger kon gebeuren.
Om een geldige opslag te maken moet de bal vanuit het opslagvak (vanachter de second gallery lijn) via het dak van het service penthouse in het ontvangvak (hazard) terechtkomen. De bal mag direct of na één stuit terug worden geslagen. Stuit de bal voor de tweede keer dan mag hij niet meer worden geslagen, maar dat betekent niet meteen puntenverlies of -winst. Op de plek van die tweede stuit, in het vak tussen net en dedans (service chases) of in het vak tussen net en servicelijn (hazard chases) wordt een kaats (chase) gemarkeerd. Zijn er twee kaatsen gemaakt (of één als een van de spelers 40 punten heeft) dan wisselen de spelers van vak: ontvangspeler wordt opslagspeler en vice versa. Dan wordt er eerst gespeeld om die kaatsen te winnen. Een kaats wordt gewonnen door een betere kaats te maken.
Winnaar van de wedstrijd is degene die het eerst zes sets heeft gewonnen, maar bij het wereldkampioenschap gaat het om 13 gewonnen sets of manches, verdeeld over drie dagen.

## Toernooien
In de 16e eeuw werden er al tennistoernooien gehouden. In een boekje uit 1555 worden een Spaanse en een Napolitaanse kampioen genoemd die beide met de hand speelden en twee Franse kampioenen die een racket gebruikten. In de 17e eeuw duurde in Nederland een toernooi drie dagen, waarbij op de eerste dag gespeeld werd om een bloemenkrans. De volgende dagen konden de spelers het racket winnen en de hoogste prijs was een zilveren bal.
Vanaf 1740 werd er een wereldkampioenschap Jeu de paume gehouden, dat in de praktijk een open Frans kampioenschap was met alleen Franse spelers. Pas in 1802 kwam er voor het eerst een Engelsman meedoen. Franse beroepsspelers (maîtres-paumiers) hadden hun eigen kampioenschappen.
Aan het begin van de 19e eeuw sleepte de Amerikaanse amateur Jay Gould de wereldtitel in de wacht en in 1908 won hij op de Olympische spelen in Londen de gouden medaille. Het was de enige keer dat jeu de paume/real tennis officieel op het Olympisch programma stond.
Om spelers van verschillend niveau toch tegen elkaar te kunnen laten spelen, wordt er gewerkt met een handicapsysteem. Zo kan men de betere speler met een achterstand in punten laten beginnen en/of hem op te leggen dat hij de tambour niet mag raken.
Omstreeks 1990 waren er in Groot-Brittannië 19 real tennisbanen, in de Verenigde Staten 8, (real tennis heet daar court tennis), in Australië 3 (real tennis heet daar royal tennis) en in Frankrijk 3 jeu de paume-banen.

In 2022 telde Groot-Brittannië 24 clubs met 5000 spelers, de Verenigde Staten 9 clubs met 3000 spelers, Australië 3 clubs met 1800 spelers en Frankrijk 4 clubs met 300 spelers.
In Nederland is in 1986 de De Nederlandse Real Tennis Bond opgericht, die als doel heeft het spel in Nederland een echte real tennis baan te realiseren en de beoefening van de sport te stimuleren.

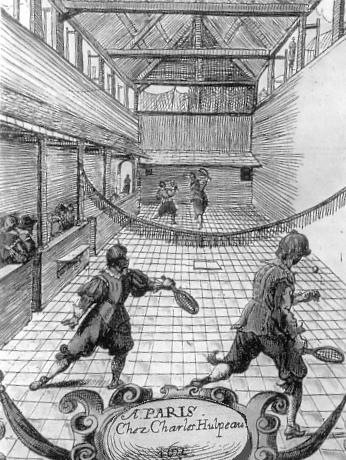
Jeu de paume in 1632, zaal gezien in de richting van de grill
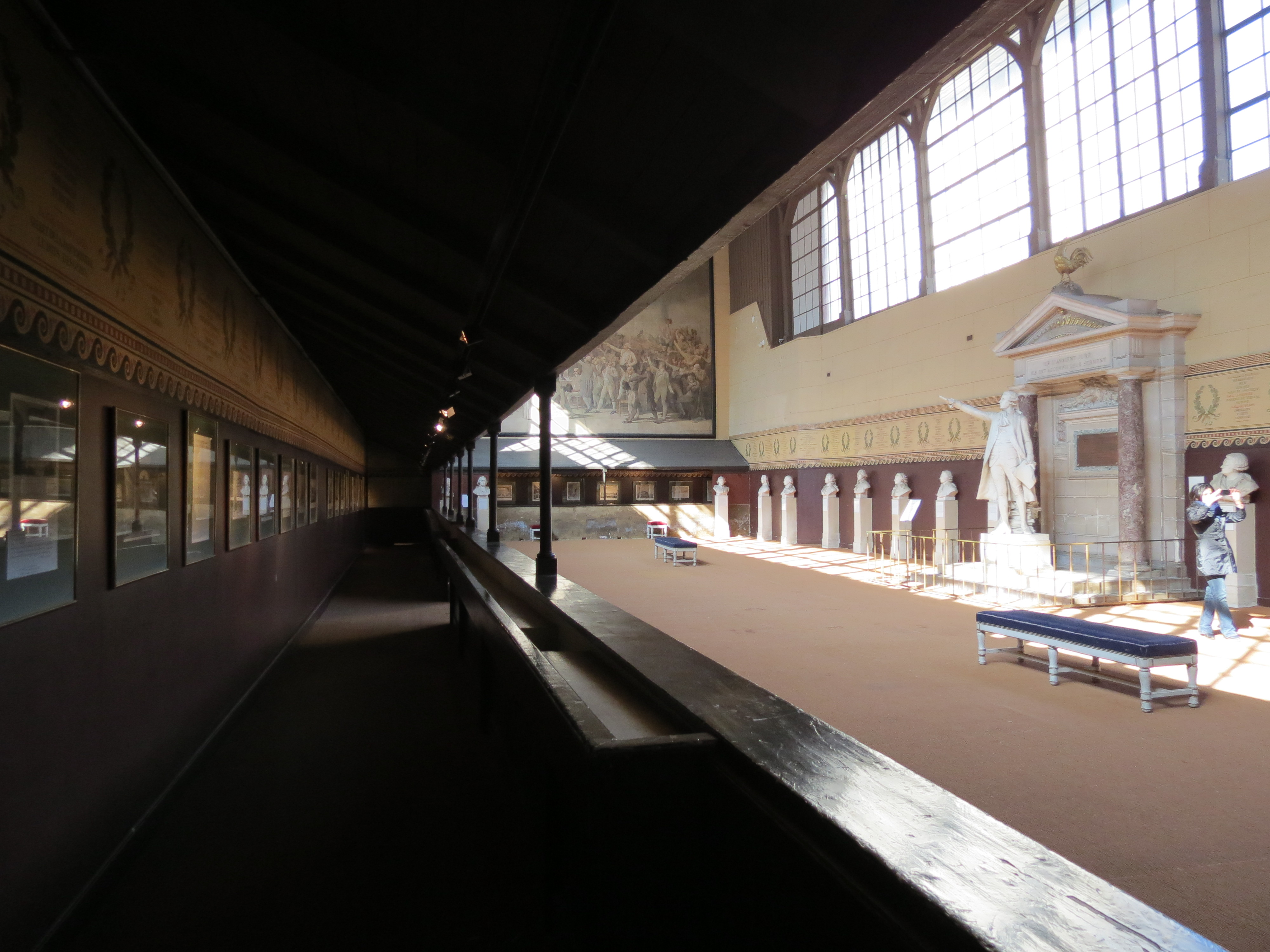
Kaatsbaan van Versailles, vanuit de galerij zicht op de dedans
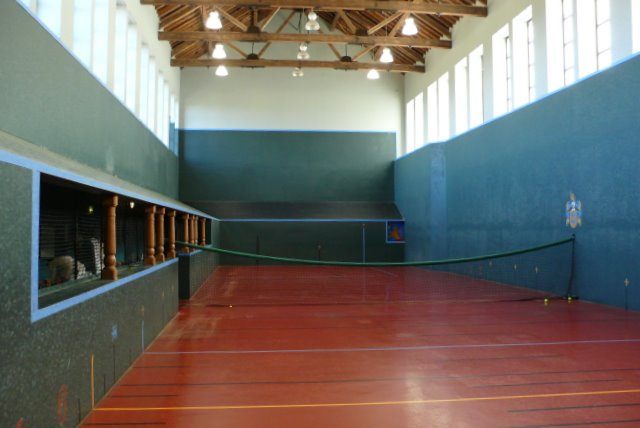
Hyde Real Tennis Court in Bridport, zicht op grill
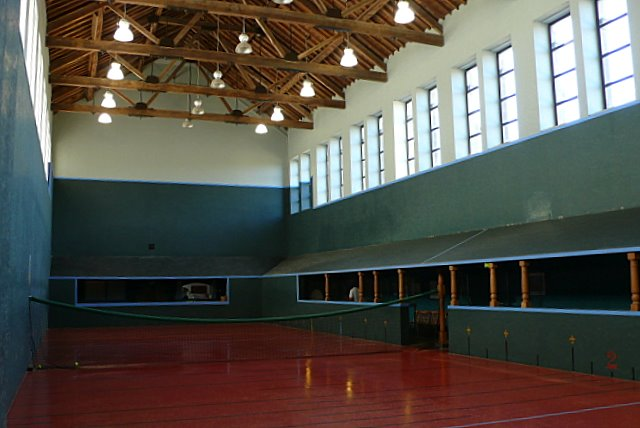
Hyde Real Tennis Court in Bridport, zicht op dedans
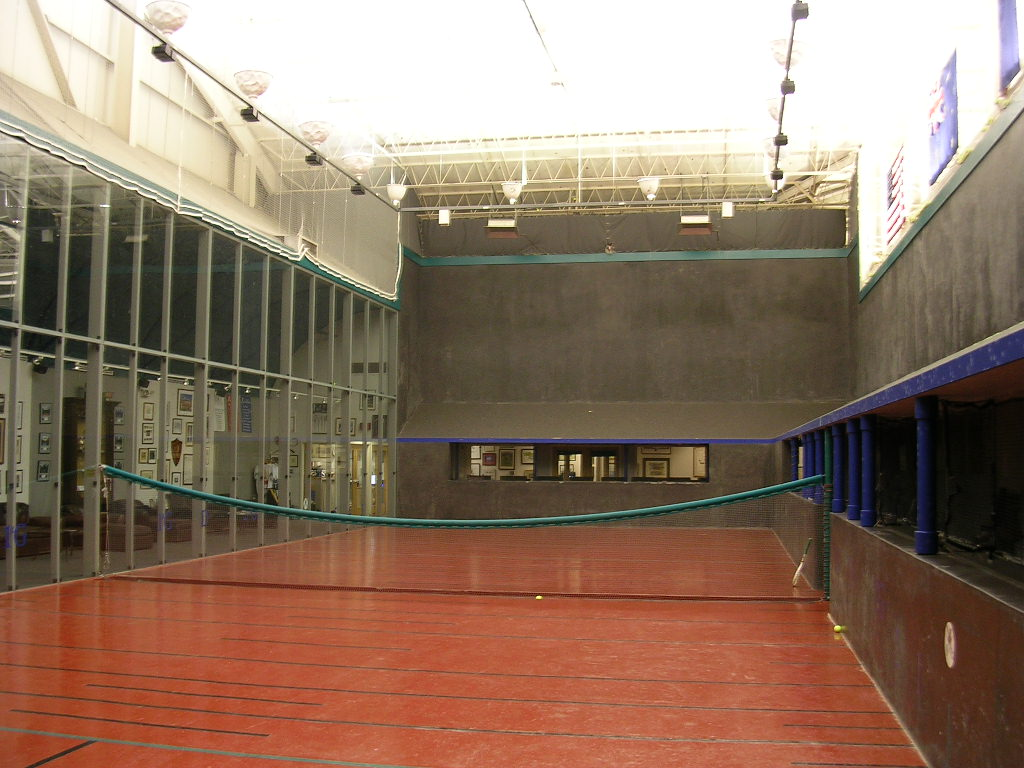
Princes-Court, International Tennis Club of Washington D.C.
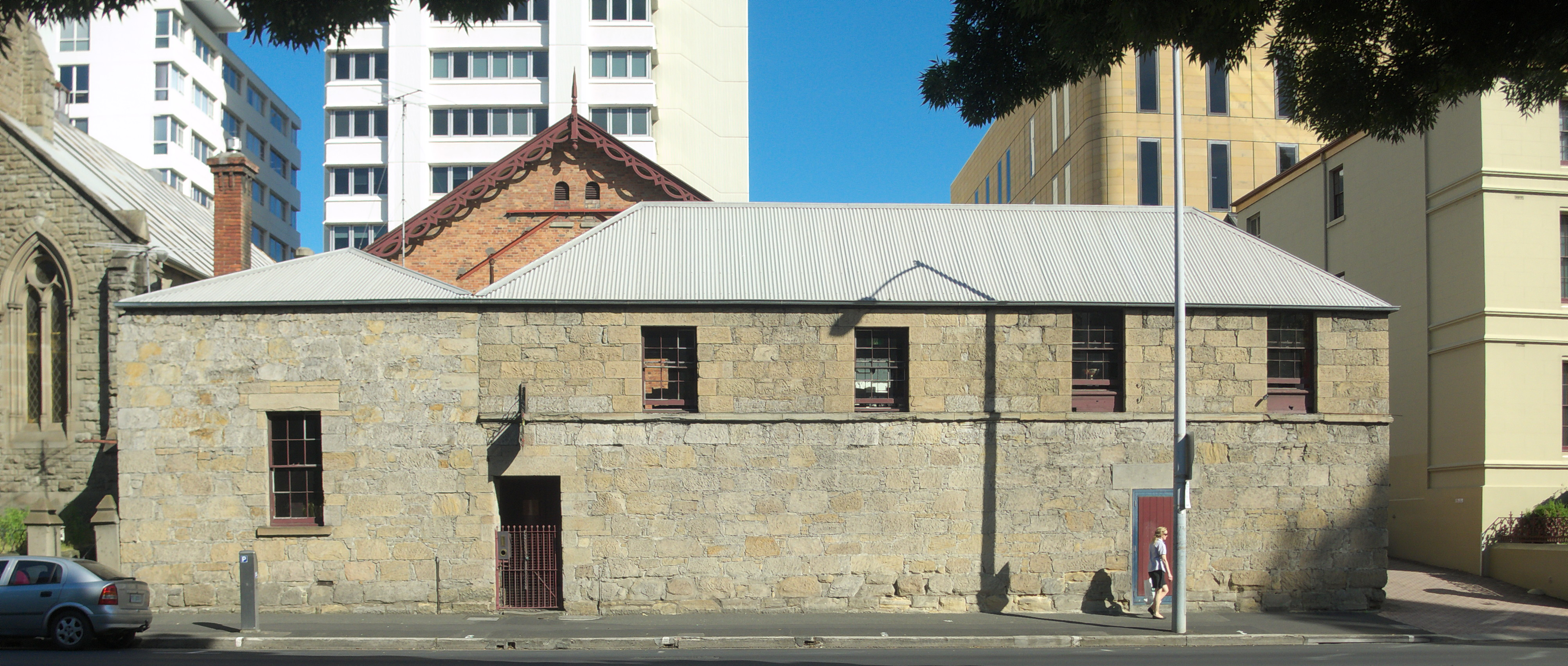
Gebouw met het Royal Tennis Court in Hobart, Tasmanië